# 彼得罗·拉瓦
彼得罗·拉瓦（義大利語：Pietro Rava，1916年1月21日—2006年11月5日），意大利前男子足球运动员。他曾代表意大利国家队参加1936年夏季奥林匹克运动会足球比赛，获得金牌。